# Уерди Мара
Уерди Мара (на албански: Uerdi Mara) е албански футболист, който играе на поста офанзивен полузащитник. Състезател на Анкара Кечиоренгюджю.

## Кариера
На 1 юли 2022 г. Мара става част от отбора на Анкара Кечиоренгюджю. Дебютира на 13 август при равенството 1:1 като гост на Чайкур Ризеспор.

### Берое
На 29 януари 2023 г. албанецът е пратен под наем в старозагорския Берое. Прави дебюта си на 9 април при победата с 0:4 като гост на Спартак (Варна).

## Национална кариера
На 25 април 2015 г. Уерди дебютира в приятелски мач за националния отбор на Албания до 17 г., при загубата с 0:0 като домакин на националния отбор на Мексико до 15 г.